# Yarmouth és Lowestoft elleni rajtaütés
A Yarmouth és Lowestoft városok elleni rajtaütés (avagy Lowestoft elleni rajtaütés) egy első világháborús katonai hadművelet volt a Német Birodalom részéről Anglia keleti partvidékén lévő városok ellen, melyet az ír felkelők kérésére a húsvéti felkeléssel egyidőben hajtottak végre.
A német flotta Friedrich Boedicker ellentengernagy vezetésével küldte ki a csatacirkálóit Yarmouth és Lowestoft városok kikötői ellen intézendő támadásra. A városoknak volt katonai jelentősége, de a németek fő célja a támadással a brit hajók kikötőkből való kicsalogatása és megsemmisítése volt - szükség esetén a távolabb biztosító Hochseeflotte főerőinek bevonásával. A rajtaütésnek nem voltak jelentős következményei, mivel a közelben tartózkodó brit erők túl kicsik voltak ahhoz, hogy harcba bocsátkozzanak és a németek még az előtt visszavonultak, hogy a britek csatacirkálói a helyszínre érkeztek volna.

## Stratégiai háttér
A brit elnyomás ellen küzdő ír szabadságharcosok azzal a kéréssel fordultak a németekhez, hogy a készülődő felkelésükkel – mely a húsvéti felkelésként vált híressé – egyidőben átfogó légi és/vagy tengeri támadásokat hajtsanak végre Anglia ellen vagy akár ír területen. A német-ír kapcsolatok kulcsfigurája Roger Casement volt, akit a támadás előtt néhány nappal az U 19 Helgolandról az Írország délnyugati részén lévő Traleehez szállított és a településhez közel partra tett. Őt azonban röviddel később, 1916. április 21-én már el is fogtak.
A stratégiai helyzetből adódóan a német felszíni flotta bevetése az ír partoknál nem jöhetett szóba. Mindenesetre 1916. április 9-én a Libau nevű gőzhajó Karl Spindler kapitány irányításával magát a norvég Aud gőzösnek kiadva Warnemündéből a brit szigeteket megkerülve Írország délnyugati részéhez hajózott, hogy fegyverszállítmányával segítse a felkelőket. A vállalkozás nem járt sikerrel, mivel 1916. április 21-én, a tervezett felkelés előtt három nappal az ír partoktól délre a Bluebell nevű szlúp megállította és másnap a hajót a legénysége elsüllyesztette. Az U 19 és a Libau közt tervezett találkozóra Tralee közelében máig ismeretlen okok miatt nem került sor.

## Előzmények

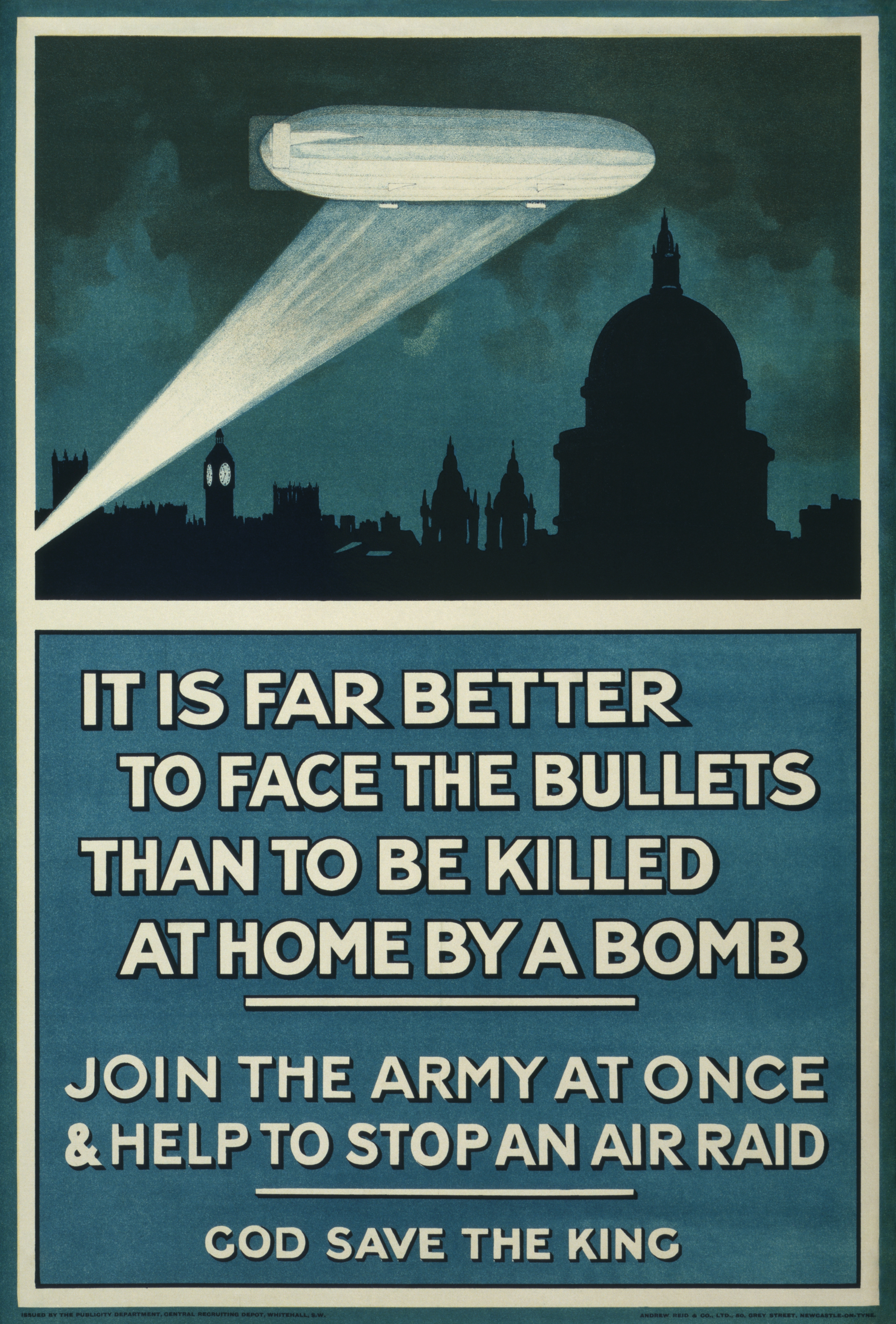
»Jobb szembenézni a lövedékekkel, mint otthon meghalni egy bombától« – brit toborzóplakát

1916 februárjában Reinhard Scheer tengernagy vette át a német Nyílt-tengeri Flotta (Hochseeflotte) parancsnokságát és felújította a korábbi Royal Navy elleni támadó hadjáratot. Ennek a stratégiának fő eleme az volt, hogy a brit partok ellen intézett támadásokkal a németek számára kedvező körülmények mellett kényszerítsék csatára a brit flottát. Javaslatot nyújtottak be Anglia keleti partján lévő városok lövetésére április 25-én napfelkeltekor, melyeket előzőleg az éjszaka folyamán léghajókkal is célba vettek. Ezek az akciók a briteket cselekvésre kellett, hogy késztessék és kiküldjék a hajóikat. A támadást a húsvéti felkeléssel egyidőben hajtották végre, akik ehhez a németek támogatását kérték.
A támadás előtt közvetlenül a németek úgy értesültek, hogy egy erős brit kötelék futott ki Norvégia partjaihoz az Északi-tengerre és egy másik a Hoofdenhez (a Széles tizennégyesekhez), Anglia délkeleti partjainál. A németek terve az volt, hogy a két flotta között előretörve bombázzák az angol partokat, majd megtámadják a helyszínre érkező hajókat. Szerencsés esetben a német csatacirkálók harcra kényszeríthetik a délkeleti brit köteléket és az arra mért csapás után északnyugatra visszatérve egyesülnének az északon a Terschelling előtti homokpadoknál állomásozó főerőkkel. A csatacirkálók itt déli irányból megtámadnák a másik brit erőt, míg a Hochseeflotte északról támadná őket. Amennyiben sikerrel járnak, a Hochseeflotte megsemmisíthetné a brit flotta egy jelentős részét, még mielőtt annak főerejét képező Grand Fleet közbeléphetne és így csökkenthették volna a Royal Navy számbeli fölényét. Abban az esetben, ha a britek nem harapnának rá a csalira, akkor kereskedelmi hajókat fognának el és a Belgium előtti vizeken lévő egységeiket semmisítenék meg.
A németek által az Északi-tengeren észlelt kötelék egy április 22-én indított brit akció része volt, melynek célja a német flotta előcsalogatása volt, de nem ment minden a tervek szerint. Az Australia és a New Zealand csatacirkálók összeütköztek a ködben Dánia partjai előtt és mind a két hajó súlyosan megrongálódott. Később a Neptune összeütközött egy kereskedelmi gőzössel és három romboló is megrongálódott ütközések miatt. A küldetést ezért megszakították és a hajók visszatértek a kikötőkbe, így április 24-én a Grand Fleet csatacirkálói Rosyth, a csatahajói Scapa Flow felé tartottak.

## A német haditerv

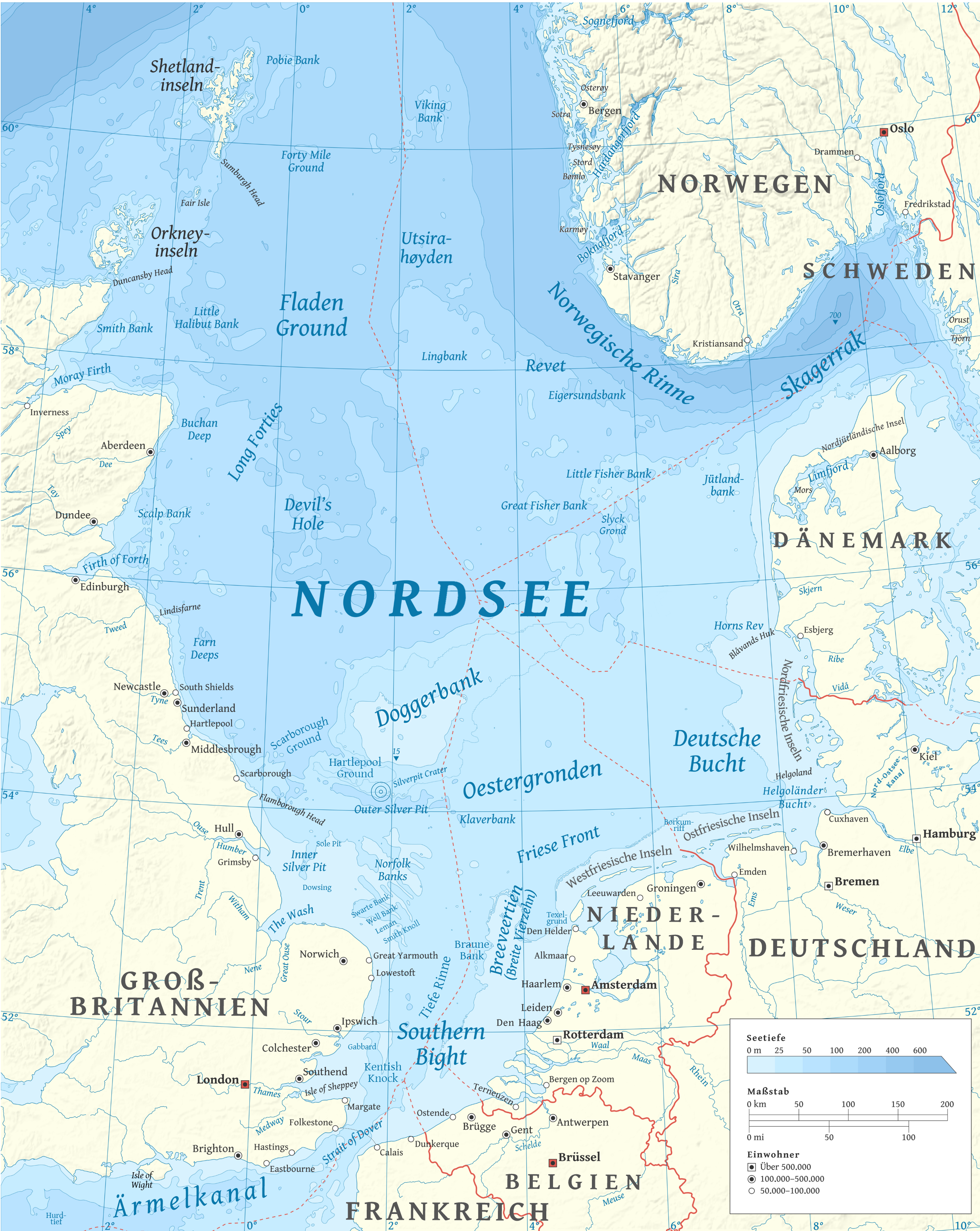
az Északi-tenger Lowestofttal és Great Yarmouthtal

A németek Lowestoft és Yarmouth városokat szemelték ki az akcióra. Lowestoft az aknatelepítések és aknamentesítések, míg Yarmouth a tengeralattjárók egyik bázisa volt, melyek a Helgolandi-öböl hajóforgalmát zavarták. A városok kikötőinek és egyéb katonai jellegű épületeinek lerombolása ily módon segítette volna a német háborús erőfeszítéseket.
A rajtaütést végrehajtó I. felderítőcsoporthoz (Aufklärungsgruppe I) a Seydlitz, a Lützow, a Derfflinger, a Moltke és a Von der Tann csatacirkálók tartoztak Friedrich Boedicker ellentengernagy parancsnoksága alatt. Kíséretüket a II. felderítőcsoport négy könnyűcirkálója valamint a VI. és IX. rombolóflottilla (Torpedoboot-Flottillen VI und IX) gyors rombolói illetve egy-egy parancsnoki könnyűcirkálója adta. Az I., II. és III. csatahajórajokból (Geschwader I, II und III), a IV. felderítőcsoportból és rombolóflottilákból álló fő flotta a Hoofdenig kísérte a csatacirkálókat és itt várakozott, míg a bombázás véget nem ért, hogy szükség esetén közbeavatkozhasson.
A nyolc bevetett léghajó a bombák ledobása után felderítési tevékenységével segítette volna a csatacirkálókat, melyek kísérő egységei az esetlegesen kényszerleszállásra kényszerülő léghajók legénységét mentette volna ki. Két tengeralattjárót küldtek ki Lowestoft elé, a skóciai Firth of Forth déli kijáratát pedig tengeralattjárók által telepített aknazárral zárták le és a többi tengeralattjárót itt helyezték lesállásba, hogy a kifutó csatacirkálókötelékeket támadhassák.

## A légitámadások
A Kelet-Anglia ellen végrehajtott légitámadásokat az L 16, L 17, L 20, L 21, L 23, L 13 és L 11 jelű léghajók hajtották végre Hage, Tondern és Nordholz légibázisairól indulva. Az L 14-nek motorhiba miatt már Wagenrooge magasságában vissza kellett térnie Nordholzba. A flották számára az L 7, L 8 és L 9 végezte a felderítést Peter Strasser korvettkapitány, a léghajók parancsnokának vezetésével, aki az L 21 fedélzetén emelkedett a magasba a nordholzi bázisról. A léghajók 1916. április 24-én Húsvéthétfőn 23:10 után, az ír felkelés kezdőnapján átrepülték a Mersey és a Wash közti vonalat. Az erős délkeleti szél miatt azonban Londont nem tudták támadni a terveknek megfelelően. A köd, az eső és a felhőtakaró is akadályozta a földi célpontok elleni támadásokat, ezért Norwich, Lincoln, Cambridge városokat és egy Winterton melletti tüzérüteget vették célba, melynek során robbanó- és gyújtóbombák kerültek bevetésre. Cambridge-ben csak pár házat rongáltak meg, de Lincolnban egy vasútállomást (Great Northern Station) és egy gyárat sikeresen támadtak.

## A rajtaütés

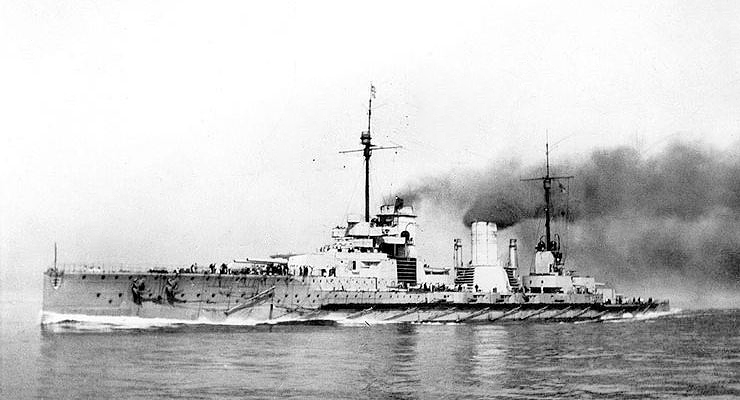
a Seydlitz aknára futott, így vissza kellett térnie Wilhelmshavenbe

Április 24-én délben a német hajók elfoglalták kijelölt kiindulási pozíciójukat az akció megkezdéséhez. Az útvonal a brit aknamezők között vezetett az angol partokig és a tervek szerint napfelkeltekor kellett elérni a támadást végrehajtó erőknek Lowestoftot és Yarmoutht, mely városokban lévő célpontokat 30 percen át kellett tűz alatt tartaniuk. 16:00-kor a formáció élén haladó Seydlitz csatacirkáló Norderney szigettől északnyugatra, egy az éjszaka folyamán már aknamentesített területen aknára futott. A hajó jobb oldalán egy 15 méteres rés keletkezett, melyen át 1300 tonna víz tört be a hajótestbe és az egyik torpedókamráját elárasztotta a víz. 11 fő életét veszítette.
A kötelék megállt, míg a Seydlitz kievickélt az aknamezőről és Boedicker átszállt a Lützow-ra. Eközben a német hajók több tengeralattjárókról indított torpedót kerültek ki. A Seydlitz két romboló és az L 7 jelű léghajó kíséretében 15 csomós sebességgel visszaindult a Jade torkolatához. A további aknák és tengeralattjárók elkerülése végett Boedicker irányt változtatott és a Keleti-Fríz-szigetek partja mentén haladt tovább. Ezt az útvonalat korábban kerülték, mivel tiszta időben fennállt annak a kockázata, hogy a holland Rottum és Schiermonnikoog szigetekről észreveszik és jelentik őket a briteknek. A németek feltételezték, hogy a brit flottát ekkorra már riadóztatták és tudtak a haladási irányukról.
A briteknek valóban tudomása volt arról, hogy a németek délben kihajóztak. További információk érkeztek 20:15-kor, mikor egy elfogott rádióüzenet alapján megtudták, hogy a németek Yarmouth felé tartanak. 15:50-kor a brit flottát két órás készültségbe helyezték és 19:05-kor déli irányba kihajóztak Scapa Flow-ból. Éjfél körül a Harwichban állomásozó flottaegységek (Harwich Force) három könnyűcirkálóját és 18 rombolóját rendelték északi irányba.
20:00 körül a német hajók üzenetet kaptak, miszerint a Royal Navy egy része a belga partok előtt tevékenykedik, míg a másik részét április 23-án észlelték a norvég partok előtt. Ez arra engedett következtetni, hogy a brit erők még mindig meg vannak osztva és így a Seydlitz sérülései ellenére a hadművelet még mindig sikeres lehet. A 21:30-kor beérkező újabb üzenet szerint a belga partoknál lévő brit hajók visszaindultak a kikötőikbe, ami azt valószínűsítette, hogy a brit tengeralattjárók jelezték a német csatacirkálók közeledtét. Április 24-ére az északi brit kötelék – mely nem volt ismeretében a német hadmozdulatoknak – visszatért a kikötőkbe szénfelvételre. A flamand partoknál lévő hajókhoz a harwichiak további 12 rombolója is csatlakozott a partvonal lezárása érdekében.

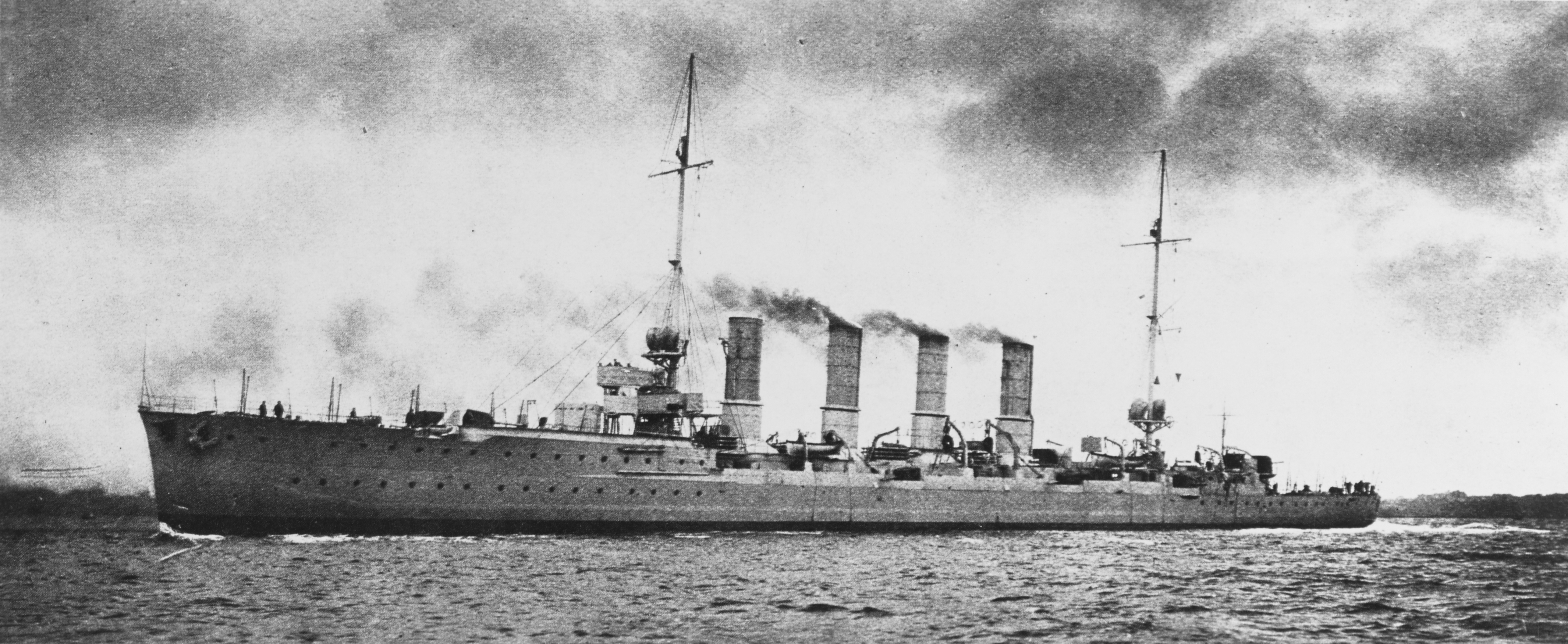
a Rostock észlelte a közeledő rombolókat

A bombáik ledobása után a léghajók csatlakoztak a hajókötelékekhez. A szárazföld felett a látási viszonyok gyengék, a szelek kedvezőtlenek voltak és a városokat jobban védték, mint várták. A Norwichot, Lincolnt, Harwichot és Ipswichet támadó léghajókra tüzet nyitottak a brit hadihajók, de egyiküket sem érte sérülés. 03:50 körül a Rostock könnyűcirkáló, Boedicker egyik kísérő hajója brit hajókat észlelt nyugat-délnyugati irányban. A közeledő Tyrwhitt négy csatacirkáló és hat cirkáló észlelését jelentette a Grand Fleetnek. Ő maga délnek tért ki, hogy a német hajókat maga után csalogassa és így figyelmüket elvonja Lowestoftról, de azok nem követték őt. A négy csatacirkáló 04:10-kor 10–13 km távolságból tüzet nyitott Lowestoft ipari és katonai létesítményeire. A 10 percig tartó bombázásban kiiktattak két partvédelmi üteget is és megrongálódott 200 lakóház. 3 ember életét veszítette és 12 megsebesült. Ezt követően a hajók továbbhaladtak Yarmouth irányába, de a köd miatt itt már nem tudták kivenni a célpontokat. Csak néhány lövedéket lőttek ki, mikor értesítést kaptak arról, hogy a britek megtámadták a kötelék másik részét. Ekkor a csatacirkálók felhagytak a bombázással és útnak indultak a megsegítésükre.

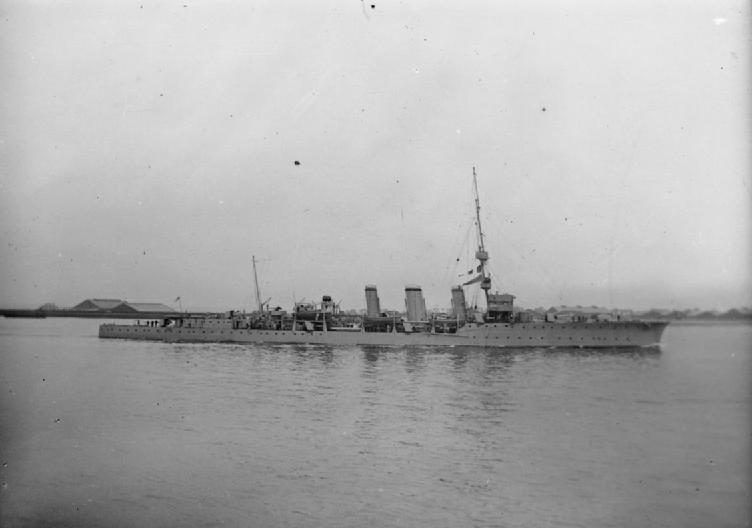
a Conquestet egy találat érte

Tyrwhitt ugyanis visszafordult, mikor rájött, hogy nem tudja a németeket eltántorítani a céljuktól és megtámadta a hat könnyűcirkálót és a kíséretüket. A Rostock és az Elbing megpróbálta a brit hajókat a várakozó csatacirkálók elé csalogatni, de azokat megpillantva a brit cirkálók rögtön déli irányba tértek ki. A német csatacirkálók tüzet nyitottak és súlyosan megrongálták a Conquest cirkálót és a Laertes rombolót valamint könnyebben az egyik könnyűcirkálót. A Conquestet egy találat érte, mely a legénység 25 tagjával végzett és 13 főt megsebesített. A lövedék által okozott sérülések erősen korlátozták a sebességét, de Boedicker nem vette üldözőbe a visszavonuló brit hajókat, mivel úgy gondolta, hogy azok gyorsabbak nála és tartott attól is, hogy a közelben más nagyobb erőik is tartózkodhatnak. A németek a tüzelést beszüntetve északnyugatnak fordultak a Terschelling előtti homokpadoknál lévő találkozási pont irányába, remélve, hogy a brit cirkálók követik majd őket. Erre azonban nem került sor.
A két város bombázása során a Frankfurt könnyűcirkáló elsüllyesztett egy felfegyverzett partvédelmi őrjáratokat végző gőzöst, míg a G 41 romboló, a VI. rombolóflottilla vezérhajója a Grimsbyből kifutó King Stephent fogta el. Ennek a hajónak a kapitánya 1916. február 2-án az Amelandból induló és tengerre kényszerleszállást végző L 19 léghajó személyzetétől megtagadta a segítségnyújtást és ezért a hajótöröttek a léghajó roncsával együtt a tengerbe vesztek. A nagy közfelháborodást keltő esetet Németországban háborús bűncselekményként tartották számon. Később azonban kiderült, hogy bár valóban az említett King Stephen gőzösről volt szó, a személyzetét időközben már lecserélték. Közvetlenül az incidens után ugyanis a gőzöst a Royal Navy felfegyverezte és brit haditengerészekből álló legénységgel látta el, hogy a német tengeralattjárók elleni csalétekként szolgálhasson, így a hajón lévőknek nem volt köze a február 2-ai esethez. A G 41 még a helyszínen elsüllyesztette a King Stephent. A 13 foglyot Gießenbe szállították, ahol a németek által eleinte kétségbe vont személyazonosságukat később tisztázták.
07:30-kor a német tengerészeti parancsnokság (Admiralstab) üzenetet küldött, miszerint a brit hajók szén felvétele céljából hazaúton vannak, majd Dunkerque irányába fognak kifutni. Tyrwhitt megpróbálta nagy távolságból követni a német hajórajt és 08:30-kor észlelte is a füstjüket, de a követésük felhagyására kapott utasítást. A Grand Fleet a nagy hullámok miatt csak lassan haladt délnek, a rombolók le is maradtak a rossz idő miatt. A brit admiralitás 11:00-kor felfüggesztette az akciót. Ekkor a flotta 240 km-re volt a délebbre lévő Rosythból induló csatacirkálóktól. A két csatacirkálókötelék 80 km-re volt egymástól, ezért nem került sor harcra közöttük.

## Következmények

### Elemzés

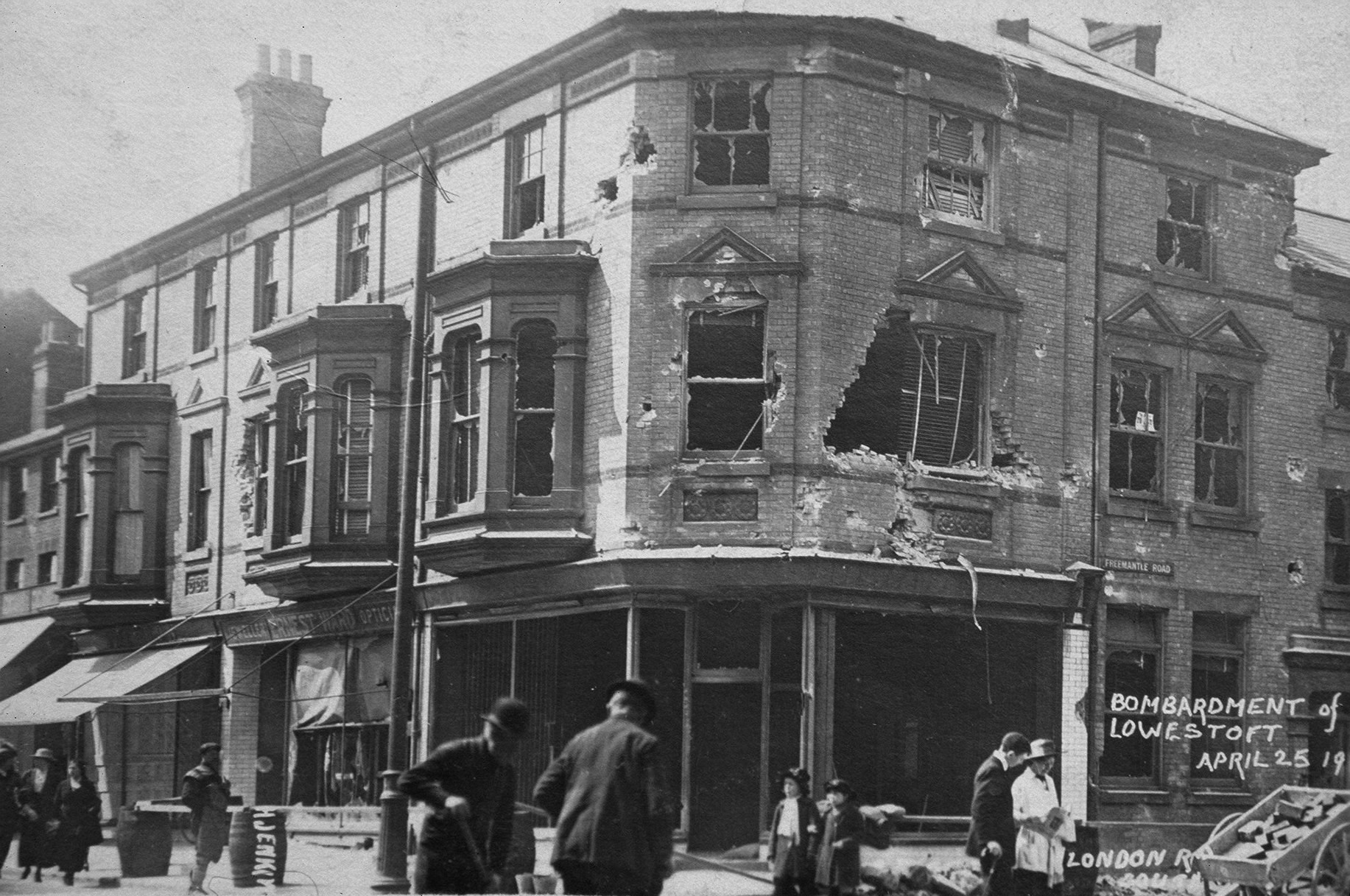
utcakép a támadás után Lowestoftban

A német hajók hazaindulásukkor igyekeztek elkerülni az ellenséges tengeralattjárókat és csak két semleges gőzössel és néhány halászhajóval találkoztak. Két őrhajó elsüllyesztése valamint egy cirkáló és egy romboló megrongálása ellenében egy csatacirkálójuk súlyosan megrongálódott. A károk Yarmouthban és Lowestoftban minimálisak voltak, miközben a német kötelék nem használta ki a számbeli fölényét és a nagyobb tűzerejét a Lowestoftnál lévő rombolók és könnyűcirkálók ellen. A brit kikötőkhöz kiküldött német tengeralattjárók nem találtak egy célpontot sem, mint ahogy a Yarmouthnál és Harwichnál bevetett hat-hat brit tengeralattjáró sem. Április 24-én a hadműveletek támogatásában részt vevő UB 13 tengeralattjáró a belga partok előtt hálóba gabalyodott és 17 fős legénységével elsüllyedt. Az UC 5-öt pedig elfogták a britek 15 fős legénységével együtt, mikor az Harwichnál zátonyra futott április 27-én. A brit E22-t a német UB 18 tengeralattjáró süllyesztette el Yarmouth előtt április 25-én, 31 fős legénységének két túlélőjét kimentették a vízből. A britek úgy érezték, hogy a jövőben gyorsabban kell reagálniuk a hasonló akciókra. Ennek érdekében a 3. csatahajóraj (3rd Battle Squadron) hét King Edward VII-osztályú régi csatahajóját Rosythból a Temzéhez irányították a Dreadnoughttal együtt. Ezen hajók Temzénél való állomásoztatása volt az egyik oka annak, amiért a Harwichban állomásozó rombolók nem vettek részt a skagerraki csatában, mivel ezeket a csatahajókat kellett volna kísérniük abban az esetben, ha azokat is bevonták volna a hadműveletekbe.

### Veszteségek
A brit haditengerészet 21 főt veszített a tengeren a tengeri ütközet során, rajtuk kívül egy katona és három polgári személy veszítette életét és 19-en megsebesültek Lowestoftban. A brit propaganda a német hadműveletet ismét a polgári lakosság elleni támadásként állította be, ezáltal próbálván ártani a németek nemzetközi megítélésének, hasonlóan a korábbi Scarborough-t és Hartlepoolt ért rajtaütéshez.
Az elsüllyesztett E22 tengeralattjáró személyzetéből 29 fő veszítette életét, ketten hadifogságba kerültek.
A rajtaütésre kijelölt hajók közül a Seydlitz legénységének 11 tagja veszítette életét az akna robbanásakor, más veszteségük nem volt. Azonban a hadművelet támogatására kijelölt két tengeralattjárók közül kettő is odaveszett a napokban. A zátonyra futott UC 5 15 fős legénysége fogságba került, míg belga partok előtt elsüllyedt UB 13 legénységének 17 tagja mind életét veszítette.

## Emlékezete
Fritz-Otto Schneider által írt és 1936-ban a Franz Schneider Verlag által kiadott »Alarrrrrm! Deutsche Kreuzer!« című ifjúsági regény a brit kikötővárosok elleni támadásról szól, néhol propagandisztikusan bemutatva az eseményeket.

## Fordítás
- Ez a szócikk részben vagy egészben  a   Bombardment of Yarmouth and Lowestoft című angol Wikipédia-szócikk ezen változatának fordításán alapul.  Az eredeti cikk szerkesztőit annak laptörténete sorolja fel. Ez a jelzés csupán a megfogalmazás eredetét és a szerzői jogokat jelzi, nem szolgál a cikkben szereplő információk forrásmegjelöléseként.
- Ez a szócikk részben vagy egészben  a   Beschießung von Lowestoft und Great Yarmouth című német Wikipédia-szócikk ezen változatának fordításán alapul.  Az eredeti cikk szerkesztőit annak laptörténete sorolja fel. Ez a jelzés csupán a megfogalmazás eredetét és a szerzői jogokat jelzi, nem szolgál a cikkben szereplő információk forrásmegjelöléseként.